# Дружний (Пуховицький район)
Дружний — селище в Пуховицькому районі Мінської області Білорусі. Адміністративний центр Свіслоцької сільради. 

## Географія
Знаходиться на території Свіслоцької сільради (адміністративний центр — селище Свіслоч), за 3-4 км від міського селища Руденськ (станція Руденськ) та за 35 км від міста Мінськ.

## Істория
Заснований як «місто атомників» у 1985 році у зв'язку з початком будівництва Мінської АТЕЦ у 1986 році.
На комсомольсько-молодіжному будівництві працювало 3,5 тис. осіб із усього СРСР. Спочатку зводилося житло та об'єкти соцкультпобуту. Зі станцією планувалося місто енергетиків та будівельників, місце вибиралося подалі від найближчих населених пунктів Дукори, Свіслочі., Руденська. Спочатку місцевість була болотяною. Прибрали мільйони тонн торфу, додали багато ґрунту. Назву селища затверджено 2 лютого 1986 року Указом Президії Верховної Ради БРСР.
Назву селищу дали в результаті голосування нечисленних на той час жителів селища. Діти обрали назву селища.
У зв'язку з аварією на ЧАЕС будівництво атомної станції зупинено на стадії підготовки 1987 року. Фахівці брали участь у ліквідації наслідків аварії на ЧАЕС. У 1995 році на фундаменті АЕС розпочато будівництво Мінської ТЕЦ-5, яку було введено до експлуатації в 1999 році.
Рішенням Пуховицької районної Ради депутатів від 22 листопада 2021 р. № 235 "Про перенесення адміністративного центру Свіслоцької сільради Пуховицького району" адміністративного центру Свіслоцької сільради Пуховицького району перенесено з міського селища Свіслоч до селища Дружний.

## Знакові події для селища
- 1985 рік - початок будівництва
- 1986 рік - вибір назви селища
- 1986 рік — здавання перших будинків
- 1987 рік — рішення про припинення будівництва АЕС
- 1993 рік — рішення про будівництво ТЕЦ-5
- 1999 рік - здача в експлуатацію першого енергоблоку ТЕЦ-5
- 2007—2008 роки — масові протести мешканців проти будівництва заводу з виробництва засобів захисту рослин ЗАТ «Август-Біл»[4][5]. Генеральною прокуратурою виноситься офіційне попередження керівнику ЗАТ «Август-Біл»[6][7]
- 2010 рік - початок будівництва другого енергоблоку ТЕЦ-5
- 2011 рік — 25 грудня о 16:08 відбулося перше включення другого енергоблоку ТЕЦ-5 до енергомережі Білорусі.

## Населення

### Чисельність
Чисельність населення селища на 01.01.2016 року складає 9 038 осіб.

### Динаміка
Селище Дружний, як і селище Свіслоч з 1998 року мають позитивний натуральний приріст населення. Перевищення народжуваності над смертністю від 30 до 45% залежно від року.
Відмінною особливістю населення є освітній рівень - до 55% населення мають вищу освіту або є студентами ВНЗ.

## Промисловість
Неподалік селища Дружний розміщений великий промисловий майданчик, на якому діють, у тому числі, наступні підприємства:
- Мінська ТЕЦ-5[8]
- ЗАТ «Август-Біл» - підприємство з випуску хімічних засобів захисту рослин. Завод заснований російською компанією «Август» у 2009 році.[9]
- ТОВ «Будмонтаж» — будівництво та вантажоперевезення.
- РУП «Біленергобуд» — підприємство з випуску будівельних матеріалів та залізобетонних конструкцій.[10]